# لارس لارسن
لارس لارسن (انگلیسی: Lars Larsen؛ زادهٔ ۶ اوت ۱۹۴۸ - درگذشته ۱۹ اوت ۲۰۱۹) کارآفرین و سرمایه‌دار اهل دانمارک است.